# Blukbuk
Blukbuk is een bestuurslaag in het regentschap Tangerang van de provincie Banten, Indonesië. Blukbuk telt 4722 inwoners (volkstelling 2010).